# 글래스도어

글래스도어(Glassdoor)는 해당 회사 직원의 익명 리뷰에 기반한 직장 및 상사 평가 사이트이다. 2008년 미국에서 시작된 서비스로 2013년 12월 기준 2,200만 명 회원이 이용 중이며, 30만 개 회사의 데이터를 보유하고 있다. 트래픽의 25%가량이 미국외에서 일어나고 있다.

## 수상
- 2013년 4월: 17회 Annual Webby Awards - Red Herring North America Award for Social Media Innovation[3]